# Heteracris pictipes
Heteracris pictipes är en insektsart som först beskrevs av Bolívar, I. 1902.  Heteracris pictipes ingår i släktet Heteracris och familjen gräshoppor. Inga underarter finns listade i Catalogue of Life.